# おとわっか
おとわっかは、コンピュータRPG『ファイナルファンタジーX』を題材として制作された合作音MAD動画。2022年5月7日にYouTube及びニコニコ動画に投稿され、約1か月後の6月6日に削除された。最終的に310万回以上の再生回数を記録するヒットを生み出して話題となった。『おとわっか』という単語は、『ガジェット通信ネット流行語大賞2022上半期』で銀賞を受賞し、続く『ガジェット通信 ネット流行語大賞2022』では金賞を受賞した。

## 概要
正式なタイトルは『【合作】おとわっか』。ファイナルファンタジーXの二次創作動画で、メドレー形式の音楽に同作のキャラクター「ワッカ」を取り巻くギャグを合わせた、音MADとよばれるジャンルの動画である。『魔法少女まどか☆マギカ』のオープニング曲『コネクト』を使用したパートが、特にネットミームとしてSNSで拡散され、派生動画が立て続けに投稿された。
2022年5月7日にニコニコ動画へ投稿され、急速に再生回数が増加した。この動画の話題性による影響もあってか、Steamのジャンル「RPG」カテゴリにおいて、『FINAL FANTASY X | X-2 HD Remaster』が人気上位にランクインした。6月6日、スクウェア・エニックスの申立により、同動画は著作権侵害としてニコニコ動画から削除された。最終的に、再生回数は310万回を超えていた。削除を受けて動画の投稿者は、自身のTwitter上で「ご愛顧ありがとうございました！申し訳ございませんでした！」と投稿し、動画を再投稿する予定はないと表明した。

## 影響・反応
KAI-YOU.netのライター都築陵佑は、「ワッカの筋骨隆々な体躯や露出度の高い衣装といったキャラクター造形などから、インターネット上では10年以上前より、ワッカの性嗜好をゲイとして象徴・消費するネタが国内外で存在している。」「ネットユーザーの間では少なからぬ批判の声が上がっていた一方、一連の話題をお祭りのようにエンターテイメントとして消費している投稿も数多く散見された。」としている。
インサイドのゲームライター茶っプリンは、「著作権侵害なのは間違いないので、SNS上でも『おとわっか削除申請。妥当としか言いようがない』と納得する声が多め。」「大きな話題を集めながらの最期に、むしろ『おとわっか去り際も最高』や『おとわっかの、めちゃくちゃ流行ってすぐ権利関係で消えるの最高にニコニコ動画って感じして好き』といった声も。」としている。
削除当日、ニコニコ動画を運営するドワンゴの栗田穣崇COOは、Twitterに「伝説になったんだよ、悲しむんじゃない。楽しかったよな。」と投稿した。
ゲームメディア・AUTOMATONは5月25日に記事を公開したが、6月7日に執筆者記名をAUTOMATON編集部名義へと変更し、記事全文に打ち消し線を入れ謝罪した。理由は、記事内で取り扱ったミームおよび動画が同性愛を侮辱するような表現を含んでおり、無批判に掲載すべきではなかったという指摘を受けたため、としている。再発防止のためにネット文化の取り扱いの精査を再検証し防止策を設定するとも述べている。
ねとらぼは、6月6日に記事を公開し、ニコニコ動画で昔からある同性愛をネタにした動画への言及や本動画の影響や削除の経緯、Steamでの「FINAL FANTASY X/X-2 HD Remaster」がJRPGランキング上位に躍り出るなどの経済効果について言及したが、ライターがスクウェア・エニックスや動画投稿者、ニコニコ動画への取材をしておらず、ライター自身のLGBTへの意見が強い記事となっていたことから批判を受け、その関連の文言は削除されている。